# Solange Sanfourche
Solange Sanfourche (n. 18 iulie 1922, Carsac-Aillac, Aquitaine, Franța – d. 12 iunie 2013, Sarlat-la-Canéda, Aquitaine, Franța) a fost o luptătoare în Rezistența franceză din timpul celui de-al Doilea Război Mondial.
Solange s-a căsătorit în 1945, la Périgueux, cu Édouard Valéry șeful departamental al mișcării de rezistență.
Solange Sanfourche (al cărei nom de guerre, „nume de război”, fusese Marie-Claude) a fost dactilografă și agent de legătură în cadrul rezistenței. În timpul ocupației, familia Sanfourche a ascuns în Périgueux zeci de luptători clandestini care erau urmăriți de Gestapo sau de Miliția franceză.